# تاريخ الشيعة في اليمن
تاريخ الشيعة في اليمن بدأ منذ تولي علي بن أبي طالب الخلافة خلال فتنة مقتل عثمان وتحول الى التنافس التاريخي بين الفروع المنسوبة إلى علي بن أبي طالب—الحسنية والحسينية—الذي تبلور بعد محمد الباقر وجعفر الصادق في صيغ مذهبية/سياسية متمايزة: زيدية مشروطة بـ«العلم» و«الخروج»، تيارات إسماعيلية (مستعلية/طيبية ثم سليمانية/داودية)، وحضورٍ إماميٍّ إثنا عشري محدود التأثير محليًا. تحوّل الخلاف النظري على «من يملك حق القيادة» إلى تنافس عملي على أدوات الهيمنة: تحشيد قبلي، السيطرة على مدن العقد (صعدة، صنعاء، حراز، جبلة، تهامة)، إدارة الحج ومسالك التجارة، والتحكّم بسرديات النسب والذاكرة النصية.

## خلفيّة نظرية
بعد وفاة جعفر الصادق تفرّعت الشيعة إلى مساراتٍ متنافسة؛ الجدل حول وراثة الإمامة (هل تمر عبر إسماعيل بن جعفر أم عبر فروع أخرى؟ هل تلزم العصمة أم يكفي «الأعلم/الأقدر»؟) وفّر ذخيرة مفاهيمية ستُعاد هندستها في اليمن. الزيدية صاغت معيارًا أدائيًا: الإمام من نسل الحسن بن علي أو الحسين بن علي بشرط العلم والقدرة على الخروج، بينما طوّرت الإسماعيلية سلسلة تفويض باطني‑دعوي. أدبيات القاسم الرسي لاحقًا ستستثمر رأس مال النسب مع فقهٍ مستمدّ من تقاليد مُبكّرة تُنسَب إلى الباقر والصادق، مع جرعات اعتزالية عقلية، لصياغة خطاب منافس. معايير «التعيين بالنص» مقابل «الاستحقاق بالأداء» صارت أدوات تعبئة سياسية.

## الدعوة الإسماعيلية
في أواخر القرن 3هـ/9م دخل الداعيان الإسماعيليان ابن حوشب وعلي بن الفضل اليمنَ مستغلَّين هامش المركزية العباسية ومرونة البُنى القبلية؛ شكّلا شبكات تمويل/دعوة سيطرت مرحليًا على صنعاء وبعض المرتفعات. استُجيب لطلب زعماء محليين باستقدام علَويٍّ «يُوازن» الكفّة، فقدم الهادي إلى الحق يحيى (897م-283ه) حاملاً مشروعًا زيديًا يقوم على تحكيم الشريعة، تحصيل الجباية، وتقييد الزعامة القبلية تحت راية إمام مقاتل/عالِم. تعاقبت السيطرة على صنعاء بين الإسماعيليين والهادي تبعًا لقدرة كلِّ طرف على شراء الولاءات القبلية وفرض القوة.
أسّس الدعاة المستعليون دولةً إسماعيلية هي الدولة الصليحية (القرن 5‑6هـ/11‑12م) التي مدّت نفوذ الفاطميين إلى اليمن عبر تحالف دعوي‑مالي طويل المدى. اعتمد الصليحيون على تحكّم بطُرق التجارة والجبايات وربط الشرعية المحلية بالخلافة الفاطمية، ثم نقلوا مركز السلطة إلى جبلة حيث أدارَت الملكة أروى الصليحية الشبكة بوصفها «وكيلة» سياسية‑مذهبية. تحوّل الصراع مع الأئمة الزيدية في الجبال إلى تبادل حصارٍ اقتصادي وسيطرةٍ على المدن/المرافئ بدل حسمٍ نهائي. الانقسام الطيّبي/الحافِظي بعد وفاة الخليفة الفاطمي الآمر (1130م) أصاب الدعوة الإسماعيلية في اليمن بالتشظّي، فاتّسع هامش الزيدية لاحقًا.

## الإمامة الزيدية
مع تقلّص الكتلة الإسماعيلية الحاكمة ظهرت موجات متعدّدة من المطالبة الزيدية بالإمامة؛ غياب نمط وراثة مغلق أتاح تعدّد الأئمة المتنافسين في الأقاليم الوعرة، وكلٌّ يحاول تعبئة قبائل وإثبات «أفضليته» بالعلم والسيف. ازدحمت الساحة بسلالات رسيّة متنازعة، ما جعل التحالفات المصاهرة القبلية جزءًا من حِساب الشرعية. دراسات حديثة تُظهر أن أئمة زيديين (مثل يحيى شرف الدين، ت 1558م) استثمروا الروابط القبلية لزيادة رأس المال الرمزي وموازنة النسب الهاشمي. المنظومة بقيت مفتوحة بحيث يُمكن لتعدّد الدعاوى أن يعيد توزيع السلطة كلّما تبدّل التمويل أو الولاء القبلي.
في القرن 10هـ/16م صعدت السلالة القاسمية الزيدية وحوّلت الإمامة تدريجيًا إلى نمطٍ شبه‑سلالي مع توظيفٍ انتقائي للتراث السُّني لتوسيع قاعدة القبول بين سكانٍ شافعيين في «اليمن الأسفل» ولتعزيز الجباية (القهوة، الموانئ). استمر الضغط على التجمعات الإسماعيلية (حراز، نجران) دافعًا موجات هجرةٍ إلى الهند وعمليات إخفاء/تهريب للمخطوطات خشية المصادرة. في السياقات القاسمية المتأخرة ظهر فقهاء إصلاحيون كـمحمد بن علي الشوكاني دعا إلى تقليص التمذهب لخدمة سلطةٍ مركزية أوسع، ما عُدّ إعادة معايرة لأدوات الشرعية الدينية لصالح الدولة.

## القرن 20–21
أنهت ثورة 1962 الشكل المؤسسي للإمامة الزيدية في شمال اليمن، لكن البُنى الاجتماعية‑المعرفية بقيت؛ الأقليات الإسماعيلية تفاوضت على مواقعها بين فترات استيعابٍ رسمي وتهميشٍ محلي، مع استمرار نزاعات على الأوقاف والمخطوطات. حركة أنصار الله (الحوثيون) ذات الجذور الزيدية أعادت تسييس مقولات «الحق» و«مقاومة الظلم» في إطار حديث، ما أعاد تسليط الضوء على التعدديات الشيعية في البلاد، وإن لم يُترجم إلى صدام مسلّح واسع مع الإسماعيليين حتى الآن؛ التوتّرات الأحدث غالبًا ذات طابع محلّي/أمني أكثر منه مذهبي صرف.

## معرض

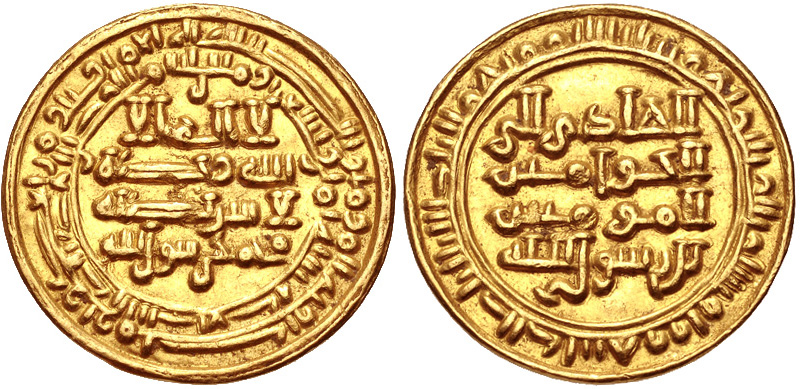
عملة ذهبية من عهد الهادي إلى الحق يحيى.
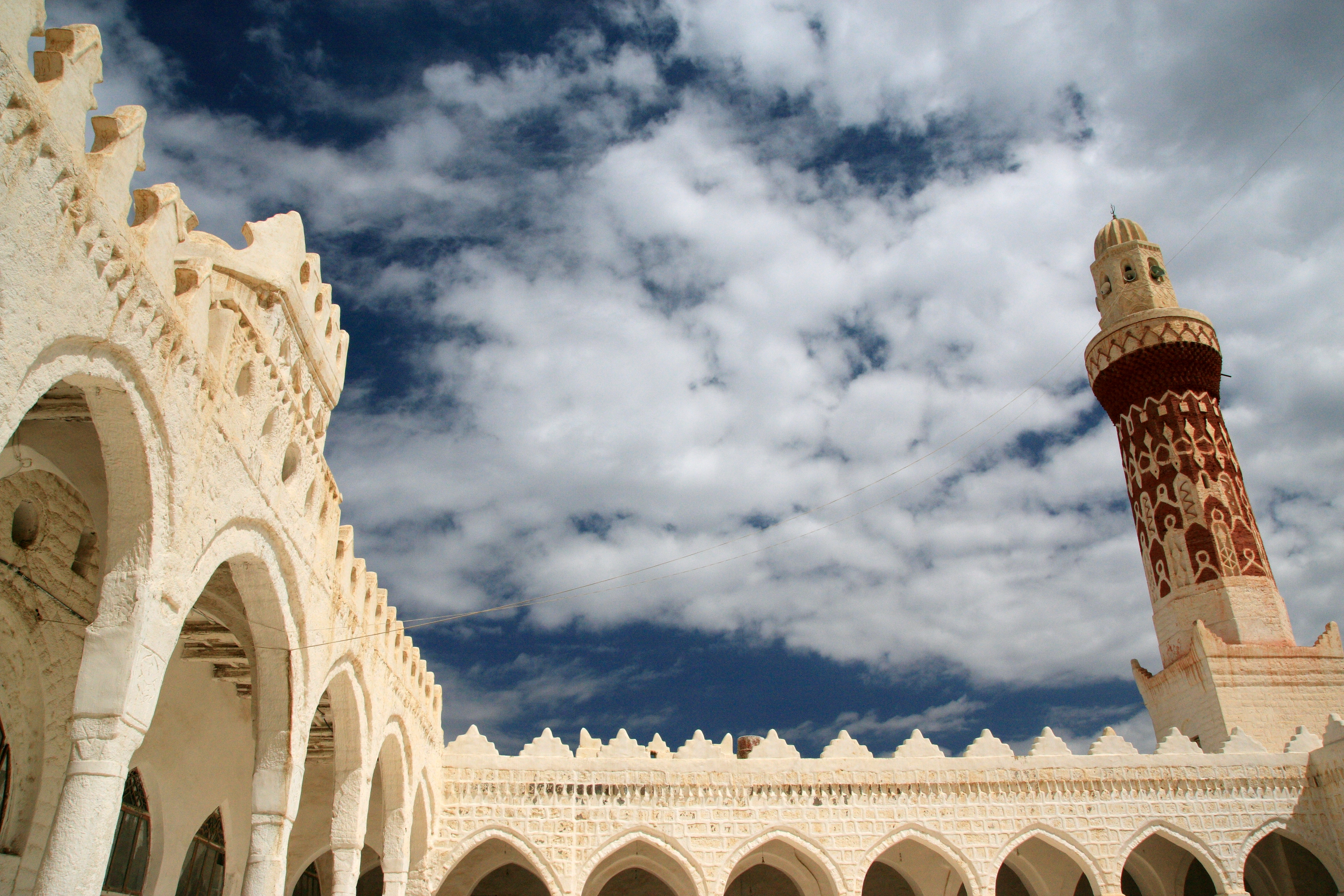
مسجد الملكة أروى الصليحية في جبلة.
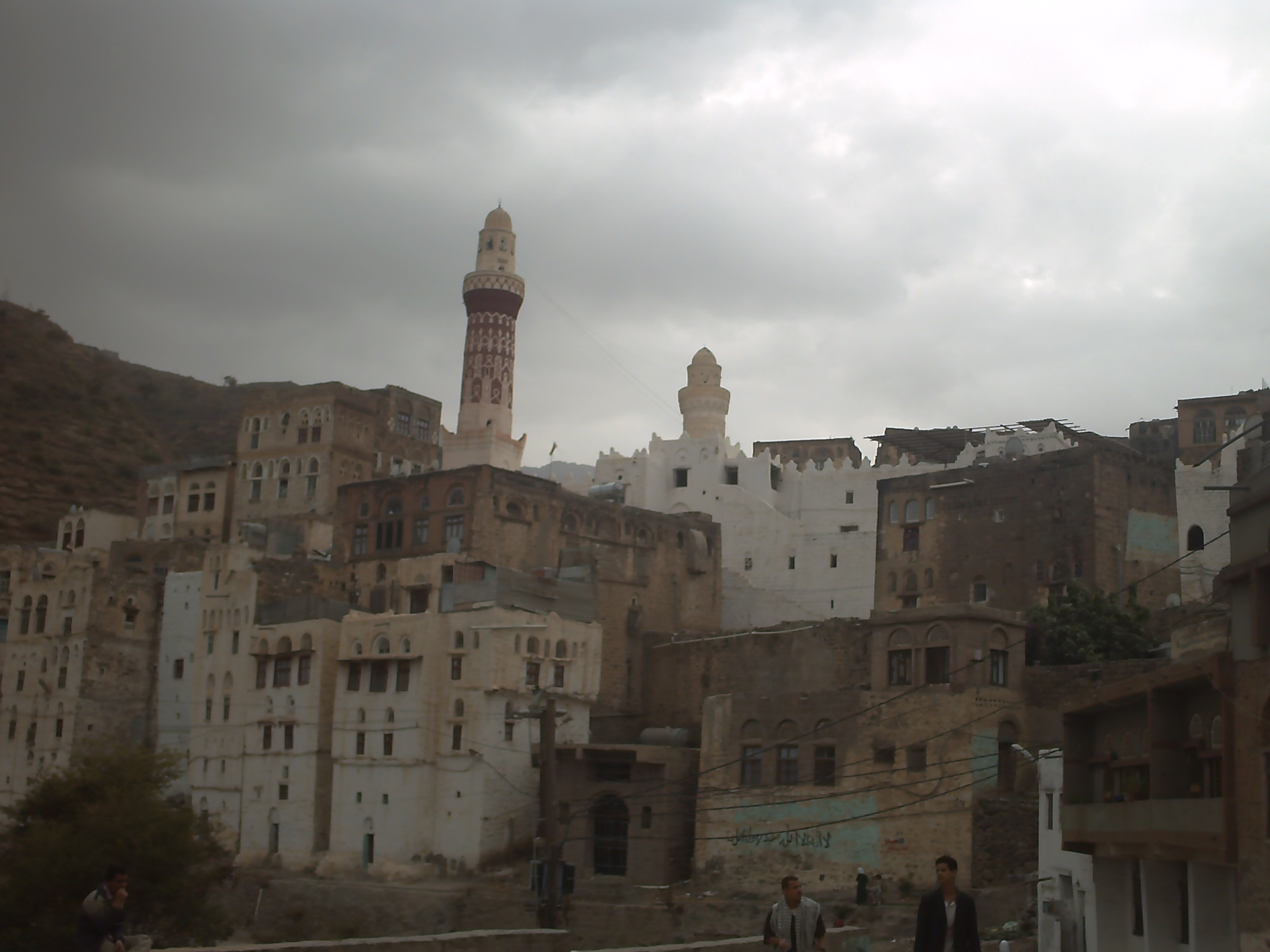
مشهد عمراني لجبلة.